# Moneca Delain
Pour les articles homonymes, voir Delain.
Moneca Delain, née le 25 décembre 1981  à Vancouver, est une actrice canadienne.

## Filmographie
- 2003 : Cody Banks, agent secret : Hologram Babe
- 2004 : Anges de Sang : Brigitte
- 2004 : Un long week-end (The Long Weekend) : Crying Mourner
- 2004: Smallville (S4.Ep4) : Mara
- 2006 : Falcon Beach (S1.Ep10) : Maria
- 2006 : Magic Baskets 2 : Lexi Lopez
- 2006 : Little Man : Hockey Waitress
- 2007 : Les Quatre Fantastiques et le Surfer d'argent : Hot Party Girl #2
- 2008 : Psych : Enquêteur malgré lui (S3.Ep2) : Lori
- 2008 : Trick 'r Treat  : Janet
- 2008 : Génération perdue 2 (Lost Boys: The Tribe) : Lisa
- 2009 : Supernatural (S4.Ep14) : Belle
- 2009 : The Break-Up Artist
- 2011 : Sisters & Brothers : Veronica
- 2012 : Écoutez votre cœur (The Music Teacher) (TV) : Karen
- 2013 : Three Days in Havana : Day